# Eleccions legislatives islandeses de 1967
Les eleccions legislatives islandeses de 1967 es van dur a terme l'11 de juny d'aquest any per a escollir als membres de l'Alþingi. El més votat fou el Partit de la Independència, i Bjarni Benediktsson fou primer ministre d'Islàndia d'un govern de coalició entre el Partit de la Independència i el Partit Progressista.

## Resultats electorals
| Partits                 | Partits                          | Vots    | %     | Escons per cambra | Escons per cambra | Escons per cambra | Escons per cambra |
| Partits                 | Partits                          | Vots    | %     | Baixa             | +/−               | Alta              | +/−               |
| ----------------------- | -------------------------------- | ------- | ----- | ----------------- | ----------------- | ----------------- | ----------------- |
|                         | Partit de la Independència (D)   | 36.036  | 37,50 | 15 / 40           | 1                 | 8 / 20            | =                 |
|                         | Partit Progressista (B)          | 27.029  | 28,13 | 12 / 40           | 1                 | 6 / 20            | =                 |
|                         | Aliança Popular (G)              | 16.923  | 17,61 | 7 / 40            | 1                 | 3 / 20            | =                 |
|                         | Partit Socialdemòcrata (A)       | 15.059  | 15,67 | 6 / 40            | 1                 | 3 / 20            | =                 |
|                         | Partit Demòcrata Independent (H) | 1.043   | 1,09  | 0 / 40            | Nou               | 0 / 20            | Nou               |
|                         |                                  |         |       |                   |                   |                   |                   |
| Vots vàlids             | Vots vàlids                      | 96.090  | 98,20 |                   |                   |                   |                   |
| Vots blancs i nuls      | Vots blancs i nuls               | 1.765   | 1,80  |                   |                   |                   |                   |
| Total                   | Total                            | 97.855  | 100   | 40                | =                 | 20                | =                 |
| Abstenció               | Abstenció                        | 9.246   | 8,63  |                   |                   |                   |                   |
| Inscrits / participació | Inscrits / participació          | 107.101 | 91,37 |                   |                   |                   |                   |